# Target Corporation

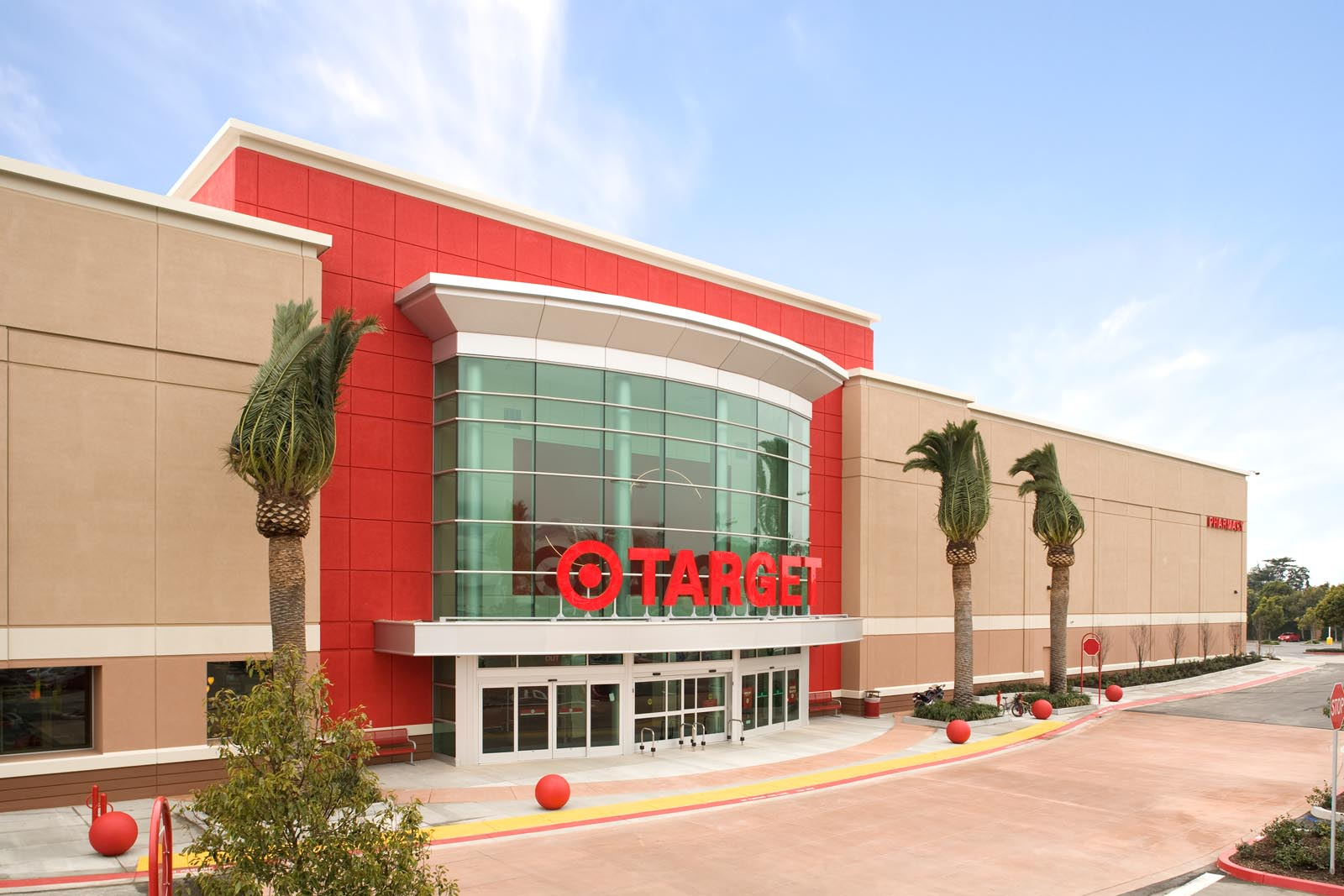
Sklep sieci Target w mieście Ventura (Kalifornia)

Target Corporation (znane także jako Target) – amerykańskie przedsiębiorstwo handlu detalicznego, założone w Minneapolis w stanie Minnesota w 1902 roku.
Początkowo przedsiębiorstwo nosiło nazwę Dayton Dry Goods Company. W 1962 roku otworzono pierwszy sklep pod nazwą Target w Roseville w Minnesocie. W 2000 roku nazwa firmy została zmieniona z Dayton-Hudson Corporation na Target Corporation. Spółka notowana jest na giełdzie New York Stock Exchange (symbol akcji: TGT).
W 2007 roku Target był piątą pod względem wielkości przychodu siecią handlową w Stanach Zjednoczonych (za Walmart, Home Depot, Kroger i Costco). Przedsiębiorstwo zajęło 31. miejsce w rankingu Fortune 500 za 2008 rok.

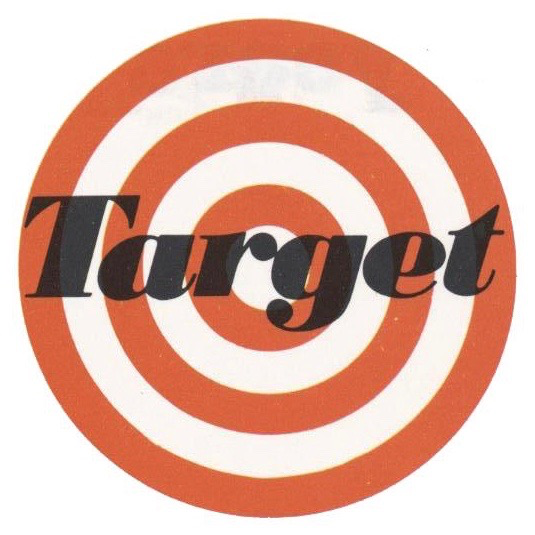
Pierwotne logo sieci Target (1962–67)
Drugie logo Targetu (jako główne: 1975–2004; jako drugorzędne: 1975–obecnie)
Trzecie logo Targetu (1968–obecnie)
Czwarte logo Targetu (2004–obecnie)